# Putujući list
Putujući list (Phyllium bioculatum), vrsta kukca nakaznika iz porodice Phylliidae koji se odlikuje sploštenim tijelom pokrivenim velikim krilima koja vjerno oponašaju izgled lista, zbog čega je veoma teško uočljiv.
Putujući list živi u tropskoj Aziji i nekim otocima pored obalom Afrike: Malajski poluotok, Borneo, Kina, Singapur, Java, Indija, Mauricijus, Sejšeli, Šri Lanka, Sumatra i drugdje.
Ženka naraste pet do 10 centimetara, dok su mužjaci manji. Herbivore su koje žive na lišću različitih biljaka, među kojima mango, trešnja i drugo.

## Sinonimi
- Phyllium agathyrsus Gray, G.R., 1843
- Phyllium bioculatum Gray, G.R., 1832
- Phyllium crurifolium Serville, 1838
- Phyllium dardanus Westwood, 1859
- Phyllium gelonus Gray, G.R., 1843
- Phyllium magdelainei Lucas, 1857
- Phyllium pulchrifolium Serville, 1838
- Phyllium pulchrifolium Serville, 1838
- Phyllium scythe Gray, G.R., 1843
- Pulchriphyllium bioculatum (Gray, G.R., 1832)
- Pulchriphyllium dardanus (Westwood, 1859)
- Pulchriphyllium gelonus (Gray, G.R., 1843)
- Pulchriphyllium pulchrifolium (Serville, 1838)
- Pulchriphyllium scythe (Gray, G.R., 1843)